# Fritz Krenn (Schriftsteller)

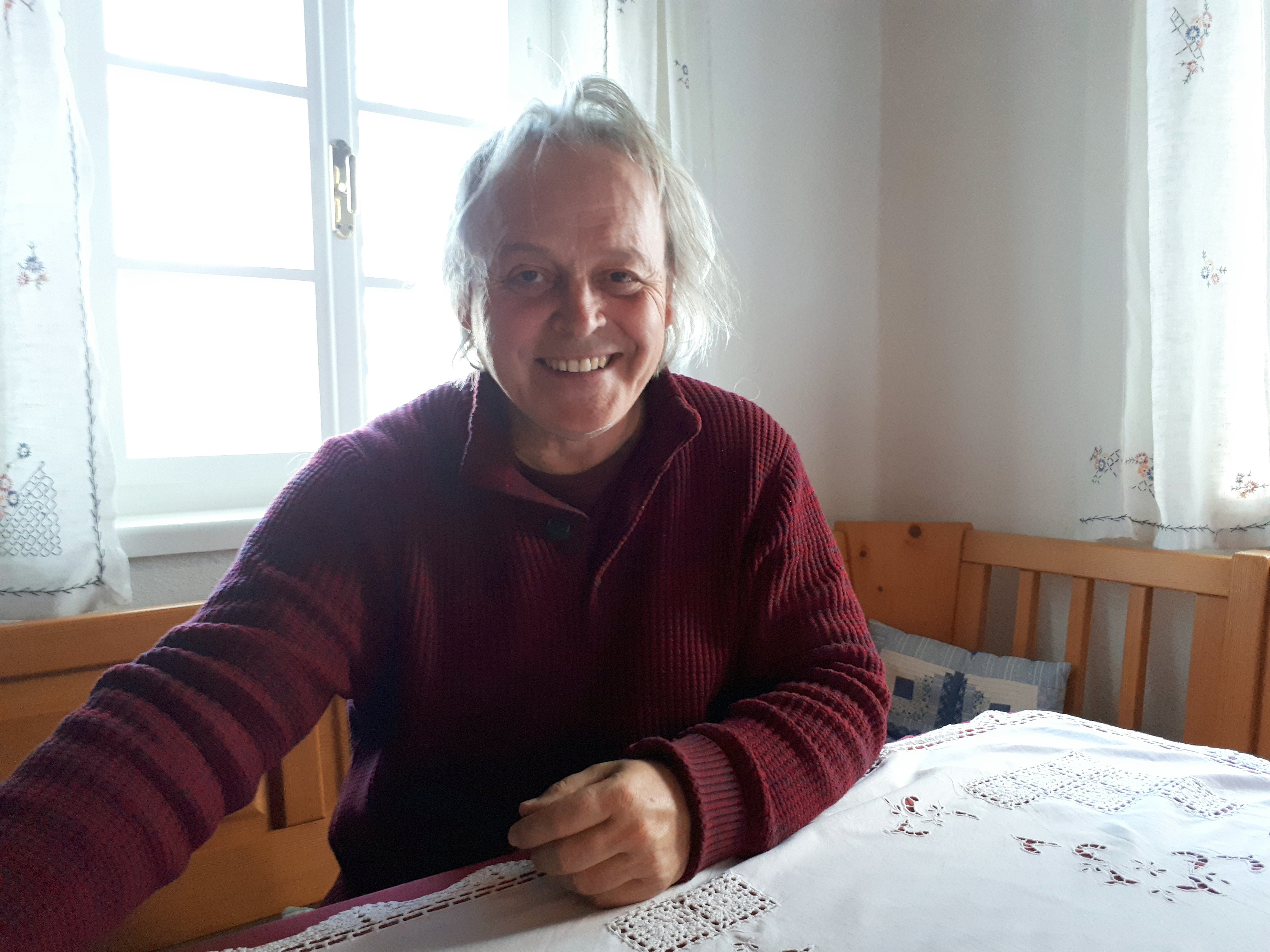
Fritz Krenn 2022

Fritz Krenn (* 28. Jänner 1958 in Graz) ist ein österreichischer Schriftsteller.

## Leben
Er wurde als Sohn des Zimmermanns Fritz Krenn und dessen Frau Maria (geb. Krasser) geboren. Nach dem Besuch der Pflichtschulen absolvierte Krenn von 1973 bis 1976 in Graz eine Schlosserlehre. Von 1977 bis 2015 arbeitete er in einem Grazer Geldinstitut. Seit 2015 ist er freier Schriftsteller. Er lebt in Goldes, einem Ort in der Südsteiermark.
2005 rief er „Die Franz Innerhofer Lesetage“ zum Gedenken an den 2002 verstorbenen Schriftsteller ins Leben.
Von Klaus Kastberger wurde er 2021 zum Ingeborg-Bachmann-Wettbewerb eingeladen. Für Krenn ist dies die zweite Teilnahme nach 1992. Damals erhielt er das 3sat-Stipendium für seine Erzählung Das Holz.

## Auszeichnungen
- 1990 Lesezirkel-Preis für Kurzprosa
- 1990 Rom-Stipendium des BMUKK
- 1992 3sat-Stipendium beim Ingeborg-Bachmann-Wettbewerb
- 1992 Literaturförderpreis der Stadt Graz
- 1993 Aufenthaltsstipendium des Literarischen Colloquiums Berlin

## Publikationen
- Das Holz. In: Klagenfurter Texte. München: Piper, 1992, S. 75–86.
- Draußen über den Sonnenuhren. In: Alles Stille. Graz: Styria, 1997, S. 74–78.
- Cramer. Erzählung. Wien: Deuticke, 1997.
- Goldes. Roman. Salzburg: Residenz, 2000.
- Franz Kafka: Brief an die Verlobte. In: Kafka in Graz. Graz: Steirische Verlagsgesellschaft, 2003, S. 9–12.
- Alois Schindler. In: Grazer Tagebuch. Graz: Steirische Verlagsgesellschaft, 2004, S. 120–125.
- Karl und Aloisia Krasser. Frankfurt/M.: Suhrkamp Theaterverlag, 2013.
- Meine Lesungen. Mattighofen/Wien: Korrektur Verlag, 2023

## Stück
Die Pacht. Regie: Ernst M. Binder/Christian Pölzl. Theater im Keller (Graz) 1986.